# Rectoria (Santa Pau)
La Rectoria és una obra de Santa Pau (Garrotxa) inclosa a l'Inventari del Patrimoni Arquitectònic de Catalunya.

## Descripció
Està situada al costat de l'església parroquial i dins la plaça porticada o Firal dels Bous. De planta rectangular, consta de planta baixa i dos pisos; cal destacar la bonica finestra d'estil gòtic situada a la façana principal, a l'altura del primer pis. Està emmarcada per un guardapols acabat amb la figura de dos animals alats -possiblement lleons. Va ser realitzada amb carreus molt ben escairats a les obertures.

## Història
La fortalesa dels senyors de Santa Pau servia de muralla per la banda sud-oest. És el lloc més antic de la vila; la plaça porticada -o Firal dels Bous- i l'església, corresponen a l'època d'expansió propugnada pels barons.